# Beardara
× Beardara, (abreviado Bdra) en el comercio, es un híbrido intergenérico entre los géneros de orquídeas Ascocentrum × Doritis × Phalaenopsis. Fue publicado en Orchid Rev. 78(925) noh: 1 (1970).